# Mont Astley
Pour les articles homonymes, voir Astley.
Le mont Astley, en anglais : Mount Astley, est une montagne appartenant au chaînon Palliser et située dans la province d'Alberta, au Canada. D'une altitude de 2 869 mètres, il a été nommé en l'honneur de Charles D'Oyley Astley.